# キーク・ダ・スニーク
キーク・ダ・スニーク（英語: Keak da Sneak、1977年10月21日 - ）は、アメリカ合衆国のラッパー。
本名はチャールズ・ケンテ・ウィリアムズ（Charles Kente Williams、出生時はボウェンズ、Bowens）。特徴のある声色で知られ、1994年にはハイフィー（hyphy）という言葉を生み、そのムーヴメントへの貢献でも知られる。E-40とも共演している。

## 初期の経歴
アラバマ州ブリュートン出身。新生児の時にカリフォルニア州オークランドに引っ越した。同地のブレット・ハート中学校在学中にタレント・ショーに出演するようになり、演劇活動を通じてエイジャーマンと出会った。

## 活動
15歳の時にエイジャーマンと共にデュアル・コミッティーを結成し、1994年にはC-BoのEP『ザ・オートプシー』内の「マーダー・マン」、「ストンピン・イン・マイ・スティール・トウズ」で収録された。のちにムー・ドー・レコードとソロ契約を結び、KMELを中心にラジオで楽曲が放送されるようになった。

### 3X・クレイジー
高校3学年の終わりごろ、B.A.が加入し、3X・クレイジーとなった。1995年8月5日にはEP『シック-O』をインディーズで発表し、1996年にはヴァージン・レコードと契約した。1997年3月8日に『スタッキン・チップス』を発表し、1999年6月22日に『イモータライズド』、2000年1月18日に『リアル・トーク・2000』を発表し、グループは解散した。このグループとしての最後の活動は、2004年に発表された『フロワマチック-9』であり、このアルバムには『シック-O』の未発表曲やリミックスが収録されている。

### ソロ活動
2004年にソロアルバム『ザッツ・マイ・ワード』内に収録された『スーパー・ハイフィー』でメインストリームでの成功を収め始めた。2006年のE-40とのコラボレーション曲『テル・ミー・ウェン・トゥ・ゴー』は全米の注目を集め、そのほか20枚近くのアルバムとミックステープをリリースしている。

### テレビでの活動
『マイ・スーパー・スウィート・16』で特集された。

## ディスコグラフィ

### ソロアルバム
- スニーカサイダル（1999年）

- ハイ-テック（2001年）

- リタリエーション（2002年）

- ザ・ファーム・ボーイズ（2002年）

- カウンティング・アザー・ピープルズ・マネー（2003年）

- キーク・ダ・スニーク（2004年）

- タウン・ビジネス（2005年）

- ディズ・イズ・ オールインダドー（2006年）

- ザ・ファーム・ボーイズ・スターリング・キーク（2006年）

- オン・ワン（2007年）

- G・14・クラッシファイド（2007年）

- オール・ン・ダ・ドー（2008年）

- ディファイド （2008年）

- ディス・イズ・オール・ン・ダ・ドー・ボリューム・2（2009年）

- モブ・ボス （2010年）

- キーク・ヘンドリクス（2011年）

- ザ・トゥナイト・ショー・ウィズ・キーク・ダ・スニーク - スニーカサイダル・リターンズ（2011年）

- ウィズドロール（2017年）

- ゴリラ（2020年）

### コラボレーションアルバム
- デュアル・コミッティー（2000年）

- ダ・ビドネス（メッシー・マーブとP.S.D.・ザ・ドライヴァーとのコラボ）（2007年）

- ウェルカム・トゥ・スコックランド（サン・クインとのコラボ）（2008年）

- ワード・ピンプイン・2: ウィー・ドント・ニード・ユー（ベイビー・SとQ-Zとのコラボ）（2008年）

- ダ・ビドネス・パート・Ⅱ（メッシー・マーヴとP.S.D.・ザ・ドライヴァーとのコラボ）（2010年）

- ザ・オール・インナー・アルバム（ベナーとのコラボ）（2010年）

### コンピレーションアルバム
- ザ・ファーム・ボーイズ（スペシャル・エディション）（2006年）

### サウンドトラックアルバム
- コピウム （2005年）